# ويليام راسيل غريس
ويليام راسيل غريس (بالإنجليزية: William Russell Grace)‏ هو سياسي أيرلندي، ولد في 10 مايو 1832 في جمهورية أيرلندا، وتوفي في 21 مارس 1904 في نيويورك في الولايات المتحدة بسبب ذات الرئة.

## روابط خارجية
- ويليام راسيل غريس على موقع الموسوعة البريطانية (الإنجليزية)
- ويليام راسيل غريس على موقع إن إن دي بي (الإنجليزية)